# Anemone keiskeana
Anemone keiskeana är en ranunkelväxtart som beskrevs av T. Ito och Carl Maximowicz. Anemone keiskeana ingår i släktet sippor, och familjen ranunkelväxter. Inga underarter finns listade i Catalogue of Life.

## Bildgalleri

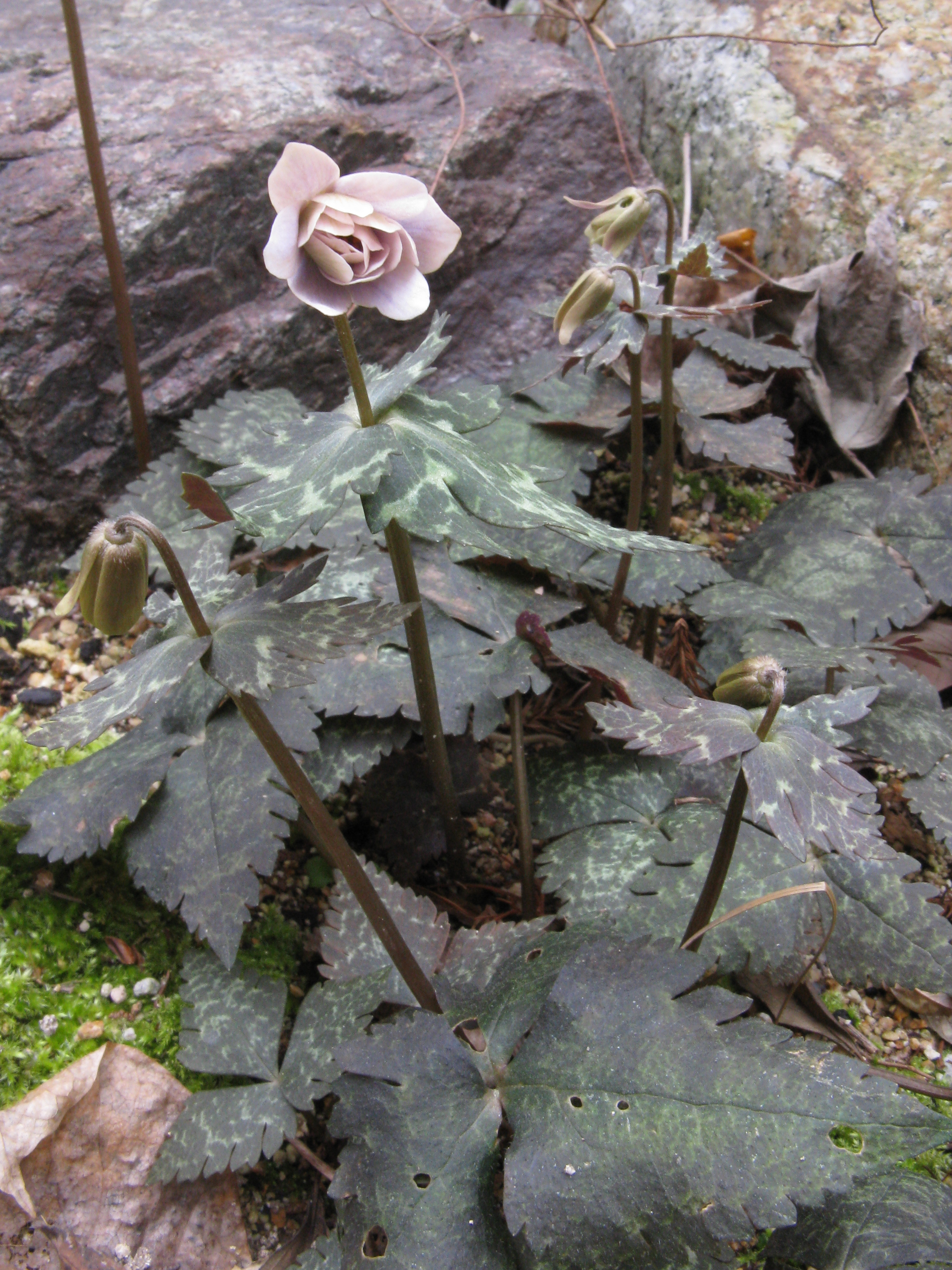